# Survivor (gruppo musicale)
I Survivor sono stati un gruppo hard rock statunitense formatosi nel 1978 a Chicago per mano di Jim Peterik e Frankie Sullivan.
La band raggiunse l'apice nel successo sia negli Stati Uniti che nel resto del mondo negli anni ottanta grazie alle sonorità AOR e a singoli come Eye of the Tiger, colonna sonora del film Rocky III e numero 1 per 6 settimane nelle classifiche del 1982, Burning Heart (US numero 2) colonna sonora del film Rocky IV, The Search Is Over (US numero 4), High on You (US numero 8) e I Can't Hold Back (US numero 13). Negli anni a seguire la band perse popolarità e si sciolse nel 1990 per poi riformarsi nel 1992. La band è rimasta attiva fino al 2020, subendo tuttavia molti cambi di formazione nel tempo, e con il solo chitarrista Frankie Sullivan come membro originale.

## Storia del gruppo

### I primi anni (1978-1981)
Nel 1978 i membri dei Survivor Jim Peterik, Gary Smith e Dennis Johnson facevano parte di un gruppo chiamato The Jim Peterik Band, precedentemente Jim aveva inciso un album solista chiamato Don't Fight the Feeling nel 1976. Nel 1978 Jim audizionò e prese il chitarrista Frankie Sullivan e il cantante Dave Bickler e cambiò il nome della band in Survivor. Per tutto il corso dell'anno la band si esibì in locali, testimonianza di ciò è l'esibizione all'Haymakes Club di Chicago, di cui esiste un audio bootleg. Il 1978 fu anche l'anno delle prime demo, che nel 1979 attirarono l'attenzione della Atlantic Records che li mise sotto contratto. Uscì così Il primo omonimo Survivor, un album caratterizzato da un sound hard rock settantiano con influenze progressive rock, che però non riuscì ad arrivare tra i primi 40 posti delle classifiche. Singoli estratti furono Somewhere In America e Rebel Girl, quest'ultimo brano non comparso sull'album, ma aggiunto come traccia bonus nella riedizione del 2010). Per il disco fu incisa anche Rockin' into the Night che fu però accantonata, perché giudicata troppo southern dal produttore della band Ron Nevison, la canzone allora fu donata ai 38 Special che fecero del pezzo uno dei loro più grandi successi. Nel 1980 Gary Smith e Dennis Johnson furono licenziati dalla band per ragioni stilistiche e furono rimpiazzati dal bassista Stephan Ellis e dal batterista Marc Droubay. Con la formazione al completo, i Survivor incisero il loro secondo disco Premonition che uscì nel 1981. L'album presentava sonorità più Adult Oriented Rock, e si piazzò ottantaduesimo nella Billboard 200. I singoli estratti furono la trascinatrice Poor Man's Son e la ballad Summer Nights. Grazie a questo disco la band riuscì ad uscire dall'area di Chicago e farsi conoscere da un più vasto pubblico.

### Eye of the Tigere il successo planetario
Alla fine del 1981 Sylvester Stallone, amico della band, ascoltò Poor Man's Son, e chiese alla stessa di comporre un brano simile per la colonna sonora del suo nuovo film Rocky III, nacque così il brano più famoso del gruppo, Eye of the Tiger. La canzone anticipò l'uscita dell'omonimo album e divenne brano portante del film, il titolo è ispirato a una battuta ricorrente del lungometraggio. Il singolo arrivò al primo posto nella Billboard Hot 100, dove rimase per sei settimane, ricevette inoltre una nomination all'Oscar per la Miglior canzone e vinse un Grammy Award alla miglior performance rock di un duo o un gruppo. L'omonimo album Eye of the Tiger si piazzò al secondo posto nella Billboard 200, da esso vennero estratti altri tre singoli: American Heartbeat, The One That Really Matter e Ever Since The World Began. Quest'ultimo brano, inizialmente scritto anch'esso per Rocky III ma infine scartato, sarà prima coverizzato nel 1987 da Tommy Shaw e successivamente reinciso dagli stessi Survivor nel 1989, con Jimi Jamison alla voce, per la colonna sonora di Sorvegliato speciale, altro film di Stallone. Fu anche realizzato un video promozionale del brano Children Of The Night, che comparve spesso nella rotazione musicale di MTV, nonostante non fosse stato estratto come singolo.

### Caught in the Gamee l'abbandono di Bickler
Scaraventati ormai sull'onda del successo, i Survivor, nel 1983 incisero il loro quarto album Caught in the Game. Il disco non riuscì a replicare il successo di Eye of the Tiger, ma anzi si rivelò un flop di vendite, nonostante presenti una formula molto simile a quella del suo predecessore, vendendo ancora meno di Survivor: nella Billboard 100 l'album si piazzò infatti solo ottantaduesimo e i singoli Caught in the Game e I Never Stopped Loving You non riuscirono neanche a piazzarsi tra i primi 40 posti delle classifiche. L'insuccesso fu in parte dovuto alla loro casa discografica, incapace di promuovere degnamente l'album, ad oggi tra i preferiti dai fan della band. Alla fine del 1983 il cantante Dave Bickler cominciò ad accusare problemi alla voce, dovuti allo sviluppo di polipi alle corde vocali, per cui dovette operarsi e fu costretto a lasciare il gruppo. Al suo posto nella band entrò Jimi Jamison.

### L'era con Jimi Jamison (1984-1990)
Nel 1984 la band prese parte alla colonna sonora del film Karate Kid - Per vincere domani con il brano The Moment Of Truth che ottenne un buon successo commerciale e anticipò il nuovo lavoro Vital Signs. Con questo album il gruppo tornò al successo, riuscendo quasi ad eguagliare quello di Eye of the Tiger, e piazzandosi sedicesimo nella Billboard 200. Nel disco sono presenti brani poi divenuti i cavalli di battaglia, partendo dai singoli The Search Is Over, I Can't Hold Back, High On You e First Night (uscito nel settembre 1985), fino a canzoni divenute fisse nella scaletta dei tour successivi come Broken Promises o Popular Girl. Nel 1985 la band registrò anche Burning Heart, per la colonna sonora di Rocky IV, nella storia del complesso il secondo singolo meglio piazzato in billboard (secondo posto nel Febbraio 1986). Il 1985 segnò la ripresa commerciale. Dal tour dello stesso anno, svolto insieme a Bryan Adams, fu tratto anche un album dal vivo Live in Tokyo, distribuito in CD e VHS, e ad oggi unico live reso edito dalla band. Nel 1986 fu pubblicato il sesto album When Seconds Count. Il disco ebbe un buon successo, tuttavia inferiore a Vital Signs. Si piazzò quarantanovesimo nella Billboard 200, molto meglio andò il singolo di lancio Is This Love, nono nella Hot 100 nel tardo 1987. Altri estratti furono How Much Love e la ballad Man Against The World, scritta inizialmente per Rocky IV. Durante il tour di supporto a When Seconds Count, Stephan Ellis soffrì di un'ulcera gastrica, che prima lo costrinse a farsi sostituire per un paio di date dal roadie del gruppo Rocko Reedy, e poi a lasciare la band. Alla fine del tour anche Marc Droubay uscì dal gruppo, scontento delle sonorità più Pop a cui il complesso si era avvicinato. A sostituire la sezione ritmica uscente, entrarono il batterista Mickey Curry e il bassista Bill Syniar con cui iniziarono le registrazioni di Too Hot to Sleep, un album, ironia della sorte, con il ritorno di sonorità più Rock. Tuttavia le vendite furono scarse e l'album fece addirittura peggio di Caught in the Game (centottantasettesimo nella Billboard 200). Singoli estratti dall'album furono Didn't Know It Was Love e Across The Miles. Di questo periodo sono documentate un paio di apparizioni dal vivo, di cui un'apertura per i Cheap Trick in una delle date del The Flame Tour of North America, con Synar al basso e Kyle Woodring alla batteria. Nel 1990, reduci dall'insuccesso dell'ultimo album, Frankie Sullivan, Jimi Jamison e Jim Peterik annunciarono uno scioglimento della band a tempo indeterminato.

### Gli anni '90
Dopo lo scioglimento, Jamison incise il brano "I'm Always Here", che divenne la sigla del telefilm Baywatch, fu inoltre vicinissimo ad entrare nei Deep Purple, ma infine persuaso dal suo management ad intraprendere la carriera solista. Nel 1991 uscì il primo album When Love Comes Down e nel 1992 girò vari paesi dell'America sotto il nome Survivor o Jimi Jamison's Survivor. Sullivan contattò il management di Jamison e chiese di essere inserito nel tour, prendendo così parte a otto date su dieci per poi lasciare la formazione. Nel tardo 1992 la band decise di riunirsi, progettando di far uscire un greatest hits con due nuove canzoni all'interno. Inizialmente Sullivan, Peterik e Jamison si riunirono per realizzare questo progetto ma, dopo l'interruzione dei colloqui sul contratto, Jamison uscì dalla band, tornando in tour di nuovo col nome Jimi Jamison's Survivor. Peterik e Sullivan allora decisero di riunirsi col cantante originale Dave Bickler, con il quale incisero le due nuove canzoni per il greatest hits: You Know Who You Are e Hungry Years, e partirono per un tour mondiale, di nuovo con Bill Syniar e Kyle Woodring. Nel tardo 1993 Syniar abbandonò la band e al suo posto entrò il bassista Klem Hayes. Nel frattempo Peterik e Sullivan fecero causa a Jimi Jamison per l'utilizzo del nome Survivor che egli continuava ad usare in tour. Dal 1993 al 1996 la band incise nuovo materiale (che ad oggi è possibile trovare online su un bootleg chiamato Fire Makes Steel) ma non riuscì ad ottenere un contratto discografico per i problemi legali legati al nome. Nel 1994 Hayes uscì dal gruppo e al suo posto entrò il bassista Randy Riley che però rimase solo fino al 1995, rimpiazzato poi da Billy Ozzello fino al 1996. Nello stesso anno i rapporti artistici e personali tra Sullivan e Peterick divennero tesi, e quest'ultimo decise di lasciare la band: la sua ultima esibizione con i Survivor fu il 3 luglio di quell'anno alla festa The Eye in the Sky nell'Illinois. Dopo l'abbandono, Peterik riformò i The Ides of March, attivi durante gli anni 70, e formò un nuovo progetto, i Pride of Lions. Al suo posto nel gruppo entrò il tastierista Chris Groove. Nel frattempo tornarono anche Stephan Ellis e Marc Droubay, ma Ellis lasciò nel 1999, sostituito inizialmente da Gordon Patriarca, e definitivamente da Billy Ozzello. La band continuò a registrare demo per un contratto discografico: di questo periodo sono una nuova versione di Rebel Girl intitolata Rebel Girl '98 e un brano pensato per un ipotetico album solista di Sullivan chiamato Lies.

### I primi anni 2000 eReach(2006)

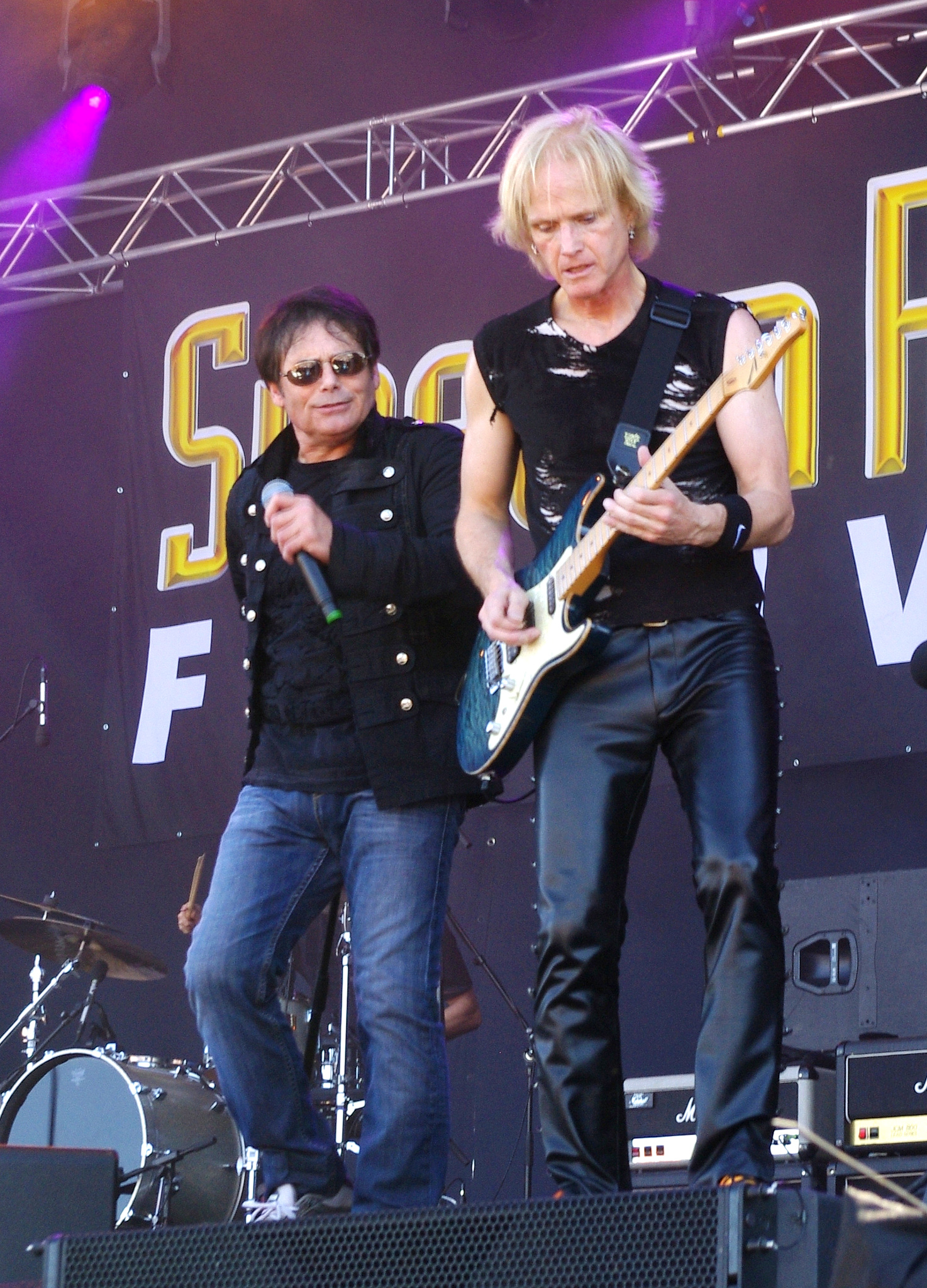
Jimi Jamison e Frankie Sullivan allo Sweden Rock Festival nel 2013

All'inizio del 2000 Dave Bickler fu licenziato, e Sullivan, ormai riappacificatosi con Jamison, lo riprese come cantante. Con Jamison di nuovo in formazione la band cominciò a registrare materiale per un nuovo album. Poco dopo il gruppo minacciò di citare in giudizio la CBS che aveva usato il marchio Survivor per un reality show. Nel 2003 Randy Riley sostituì Billy Ozzello al basso. Nel 2004 la band realizzò uno spot per la Starbucks, per il lancio promozionale su mercato dello Starbucks Double Shot, in cui tutto il gruppo insegue un uomo di nome Glen, mentre va al lavoro, cantando una versione con testo modificato di Eye Of The Tiger. Lo spot ebbe buon successo di pubblico e ricevette una nomination agli Emmy Award. Nel 2005 la band andò in tour col bassista Barry Dunaway, ma nel tardo 2006 Billy Ozzello tornò in formazione. Ad aprile dello stesso anno uscì così il nuovo album Reach, dopo tredici anni dall'ultima pubblicazione ufficiale con materiale inedito. Sei dei dodici brani dell'album erano originariamente stati scritti e registrati negli anni 90 con Bickler alla voce. L'omonima Reach e il brano Fire Makes Steel furono inizialmente pensati come colonne sonore del sesto capitolo della saga di Rocky Balboa del 2006, ma successivamente l'idea venne scartata. Il 14 luglio Jamison lasciò la band, venendo così sostituito da Robin McAuley, ex cantante del progetto McAuley Schenker Group.

### Dalla Reunion alla morte di Jamison.
Nel 2008 Chris Groove ha lasciato la band, al suo posto è entrato Michael Young. Il 5 maggio 2010 Sullivan annunciò l'uscita di un nuovo album dal titolo Re-Entry: la formazione prevedeva McAuley alla voce, Sullivan alla chitarra, Billy Ozzello al basso, Marc Droubay alla batteria e Mitchell Sigman alla tastiera e chitarra. L'uscita era stata annunciata per il mese successivo, ma ciò non avvenne. Nel 2010 Sullivan ha anche prodotto il secondo album dei Mecca, band di cui fanno parte Joe Vana e David Hungate. L'album è uscio nella seconda metà del 2010. Il 15 novembre 2011, dopo la fine del suo tour per promuovere l'album inciso in collaborazione con Bobby Kimball, Jimi Jamison ha annunciato la sua riunione coi Survivor. La nuova formazione vede Jamison alla voce, Frenkie Sullivan alla chitarra, Marc Droubay alla batteria, Billy Ozzello al basso, e il nuovo membro della band alla tastiera e seconda chitarra Walter Tolentino. Sempre nel 2011 sono stati ripubblicati in CD tutti gli album, escluso Reach, in versione rimasterizzata per la Rock Candy. Durante il mese di dicembre la band ha pubblicato un nuovo singolo intitolato Christmas is Here, pubblicato in una compilation di vari artisti tra cui gli Styx e i REO Speedwagon intitolata A Classic Rock Christmas. Per il tour del 2013, Frankie Sullivan ha annunciato la reunion anche con l'ex cantante Dave Bickler, avendo così sia Jamison che Bickler per tutto il tour. A inizio 2014, Marc Drubay è stato costretto a lasciare la formazione per problemi di salute, ed è stato sostituito dal figlio di Sullivan Ryan. Il 31 agosto 2014, il giorno dopo un concerto in California, Jimi Jamison venne ritrovato senza vita nella sua casa a Memphis; la causa del decesso è stata un infarto. Jamison aveva 63 anni.

### Gli ultimi anni
Dopo il decesso di Jamison il gruppo è rimasto fermo per un po' di tempo, riprendendo a svolgere tour solo nel 2015. Nel settembre dello stesso anno, a Bickler fu affiancato il nuovo cantante Cameron Burton, presentato in quello stesso mese in un concerto a Nashville. Nel Marzo 2016 Bickler è stato nuovamente licenziato, lasciando Barton come unica voce. Il primo, nello stesso anno è tornato in tour come solista e ha iniziato le incisioni del suo primo album, intitolato "Darklight" uscito poi nel 2018. Nel 2017 Jeffrey Bryan ha sostituito alle tastiere l'uscente Tolentino. Il 28 febbraio 2019, a 68 anni, è morto l'ex bassista, Stephan Ellis, da tempo malato di Demenza frontotemporale. L'ultimo tour del gruppo risale allo stesso anno, post pandemia COVID-19 la band ha cessato l'attività dal vivo.

## Formazione
- Frankie Sullivan – chitarra solista, cori (1978–1988, 1993–2020)
- Jim Peterik – tastiere, chitarra ritmica, cori (1978–1988, 1993–1996)
- Dave Bickler – voce (1978–1983, 1993–2000, 2014-2016)
- Dennis Keith Johnson – basso (1978–1981)
- Gary Smith – batteria (1978–1981)
- Marc Droubay – batteria (1981–1987, 1996–2014)
- Stephan Ellis – basso (1981–1987, 1996–1999, guest-2005)
- Jimi Jamison – voce (1984–1988, 2000–2006, 2011–2014)
- Bill Syniar – basso (1988, 1993)
- Mickey Curry – batteria (1988)
- Kyle Woodring – batteria (1988, 1993–1996)
- Klem Hayes – basso (1994–1996)
- Randy Riley – basso (1993, 2003–2005)
- Chris Grove – tastiere, chitarra ritmica, cori (1996–2008)
- Gordon Patriarca – basso (1999)
- Billy Ozzello – basso, cori (1999–2003, 2006–2019)
- Barry Dunaway – basso (2005–2006)
- Robin McAuley – voce (2006–2011)
- Michael Young – tastiere, chitarra ritmica, cori (2008–2010)
- Mitchell Sigman – tastiere, chitarra ritmica, cori (2010–2011)
- Walter Tolentino – tastiere, chitarra ritmica, cori (2011–2017)
- Ryan Sullivan – batteria (2014–2020)
- Cameron Barton – voce (2015–2020)
- Jeffrey Bryan – tastiere, chitarra ritmica, cori (2017–2020)

## Discografia

### Album in studio
- 1979 - Survivor
- 1981 - Premonition
- 1982 - Eye of the Tiger
- 1983 - Caught in the Game
- 1984 - Vital Signs
- 1986 - When Seconds Count
- 1988 - Too Hot to Sleep
- 1998 - Fire Makes Steel: The Demos (non ufficiale)
- 2006 - Reach

### Live
- 1985 - Live in Tokyo

### Raccolte (lista parziale)
- 1990 - Greatest Hits
- 1998 - Prime Cuts: The Classic Tracks
- 2000 - Survivor Special Selection
- 2001 - Fire in Your Eyes: Greatest Hits
- 2004 - Ultimate Survivor
- 2006 - The Best of Survivor
- 2009 - Playlist: The Very Best of Survivor